# Открытый чемпионат Уэльса по снукеру 1992
Открытый чемпионат Уэльса по снукеру 1992 (англ. Welsh Open 1992, также известен как Regal Welsh Оpen 1992 — по названию спонсора) — профессиональный рейтинговый снукерный турнир, который проходил в Ньюпорте, Уэльс, с 10 по 16 февраля 1992 года. Победителем турнира стал Стивен Хендри, обыгравший в финале Даррена Моргана со счётом 9:3. В турнире не приняли участие Стив Дэвис и Джимми Уайт.
Это был первый розыгрыш Welsh Open в истории снукера.

## Результаты
1/16 финала
Матчи до 5 побед
 Клифф Уилсон 5:2 Кен Доэрти  

 Джон Пэррот 5:1 Дэнни Фаулер  

 Деннис Тейлор 5:1 Эдди Чарльтон  

 Найджел Бонд 5:2 Дин О'Кейн  

 Тони Джонс 5:2 Джейсон Принс  

 Джеймс Уоттана 5:2 Джейми Вудмэн  

 Гэри Уилкинсон 5:2 Алан Макманус  

 Питер Франсиско 5:4 Мартин Кларк  

 Терри Гриффитс 5:4 Уэйн Джонс  

 Стивен Хендри 5:4 Боб Шаперон  

 Стив Джеймс 5:4 Джон Вирго  

 Джо Джонсон 5:4 Тони Ноулз  

 Даррен Морган 5:4 Ник Дайсон  

 Нил Фудс 5:1 Сильвиньо Франсиско  

 Вилли Торн 5:4 Тони Мео  

 Дин Рейнолдс 5:4 Марк Беннетт 
1/8 финала
Матчи до 5 побед
 Джон Пэррот 5:1 Тони Джонс  

 Джеймс Уоттана 5:0 Дин Рейнолдс  

 Даррен Морган 5:1 Клифф Уилсон  

 Стив Джеймс 5:0 Джо Джонсон  

 Вилли Торн 5:2 Деннис Тейлор  

 Гэри Уилкинсон 5:2 Питер Франсиско  

 Найджел Бонд 5:3 Нил Фудс  

 Стивен Хендри 5:1 Терри Гриффитс 
Четвертьфиналы
Матчи до 5 побед
 Стивен Хендри 5:4 Стив Джеймс  

 Найджел Бонд 5:4 Джеймс Уоттана  

 Даррен Морган 5:3 Гэри Уилкинсон  

 Джон Пэррот 5:2 Вилли Торн 
Полуфиналы
Матчи до 6 побед
 Даррен Морган 6:3 Джон Пэррот  

 Стивен Хендри 6:1 Найджел Бонд 
Финал
Матч до 9 побед
 Стивен Хендри 9:3 Даррен Морган 